# Caenurgina latipes
Caenurgina latipes là một loài bướm đêm trong họ Erebidae.